# Cryptomalus mingh
Cryptomalus mingh är en skalbaggsart som beskrevs av Miłosz A. Mazur 2007. Cryptomalus mingh ingår i släktet Cryptomalus och familjen stumpbaggar. Inga underarter finns listade i Catalogue of Life.